# Jan van Amstel (kunstschilder)
Jan van Amstel (Amsterdam, ca. 1500 – Antwerpen, ca. 1540) was een Nederlands kunstschilder uit de periode van de Noordelijke renaissance. Hij was ook bekend onder de naam 'Jan de Hollander' en was vermoedelijk een oudere broer van Pieter Aertsen en een zwager van Pieter Coecke van Aelst.
Jan van Amstel wordt geassocieerd met de onder de noodnaam Braunschweiger Monogrammist bekende schilder. Deze associatie is met name gebaseerd op het monogram met de ineengestrengelde letters J V A M S L, dat voorkomt op een schilderij dat zich bevindt in het Herzog Anton Ulrich-Museum in Braunschweig. Overigens worden ook Mayken Verhulst de tweede vrouw van Pieter Coecke in dit verband genoemd. Dan leest de monogram IMV, als Inventor Mayken Verhulst.
Jan van Amstel was getrouwd met ene Adriane van Doornicke. Hij trok naar de zuidelijke Nederlanden en werd in 1528 ingeschreven als vrijmeester in het Antwerpse Sint-Lucasgilde. Na het overlijden van haar man trouwde zijn weduwe opnieuw in 1544 een kreeg een zoon die eveneens schilder zou worden: Gillis van Coninxloo.
Aan Van Amstel worden enkele schilderijen met een religieus thema toegeschreven, waaronder een Ecce Homo, maar ook kroeg- en bordeelscènes.

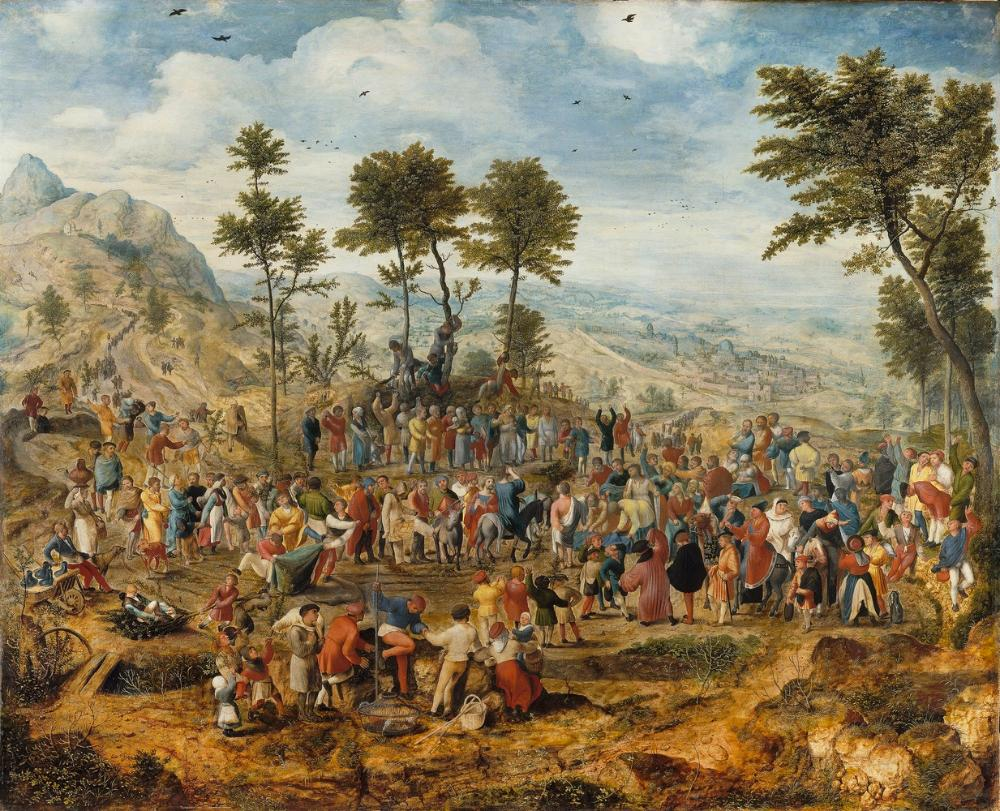
Intocht in Jeruzalem, ca. 1540